# Izegem
Izegem (fr. Iseghem, vls. Yzegem) – miasto w północno-zachodniej Belgii, w Regionie Flamandzkim, w prowincji Flandria Zachodnia, w okręgu Roeselare. Liczy 29 227 mieszkańców (1 stycznia 2024). Leży nad Kanałem Roeselare-Leie.

## Podział administracyjny
W skład miasta wchodzą dwie dzielnice (deelgemeente):
- Emelgem
- Kachtem

## Współpraca
Miejscowości partnerskie:
- Bad Zwischenahn, Niemcy
- Bailleul, Francja
- Hilders, Niemcy
- Hotton, Luksemburg
- Zlin, Czechy